# Isländische Fußballmeisterschaft 1947
Die isländische Fußballmeisterschaft 1947 war die 36. Spielzeit der höchsten isländischen Fußballliga.
Es nahmen fünf Teams am Bewerb teil, in dem jede Mannschaft jeweils einmal auf jede andere traf. Fram Reykjavík gewann seine insgesamt 13. Meisterschaft.

## Abschlusstabelle
| Pl. | Verein              | Sp. | S | U | N | Tore    | Quote | Punkte |
| --- | ------------------- | --- | - | - | - | ------- | ----- | ------ |
| 1.  | Fram Reykjavík      | 4   | 3 | 1 | 0 | 007:400 | 1,75  | 07:10  |
| 2.  | Valur Reykjavík (M) | 4   | 3 | 0 | 1 | 008:200 | 4,00  | 06:20  |
| 3.  | KR Reykjavík        | 4   | 2 | 1 | 1 | 008:600 | 1,33  | 05:30  |
| 4.  | Víkingur Reykjavík  | 4   | 0 | 1 | 3 | 004:700 | 0,57  | 01:70  |
| 5.  | ÍA Akranes          | 4   | 0 | 1 | 3 | 003:110 | 0,27  | 01:70  |

| (M) | amtierender isländischer Meister |

### Kreuztabelle
Die Kreuztabelle stellt die Ergebnisse aller Spiele dieser Saison dar. Die Heimmannschaft ist in der ersten Spalte aufgelistet, die Gastmannschaft in der obersten Reihe. Die Ergebnisse sind immer aus Sicht der Heimmannschaft angegeben.
| 1947               | Fram Reykjavík | KR Reykjavík |     | Víkingur Reykjavík | ÍA Akranes |
| Fram Reykjavík     |                | 2:2          | 1:0 | 2:1                | 2:1        |
| KR Reykjavík       | –              |              | 0:2 | 2:1                | 4:1        |
| Valur Reykjavík    | –              | –            |     | 2:1                | 4:0        |
| Víkingur Reykjavík | –              | –            | –   |                    | 1:1        |
| ÍA Akranes         | –              | –            | –   | –                  |            |